# Chicago Stock Exchange
NYSE Chicago, precedentemente conosciuta come Chicago Stock Exchange (CHX), è una borsa valori situata a Chicago negli Stati Uniti. La borsa è una borsa nazionale di titoli e un'organizzazione autonoma di regolamentazione, che opera sotto la supervisione della U.S. Securities and Exchange Commission (SEC). Intercontinental Exchange (ICE) ha acquisito CHX nel luglio 2018 e la borsa ha cambiato nome in NYSE Chicago nel febbraio 2019.

## Storia

### 1882–1900

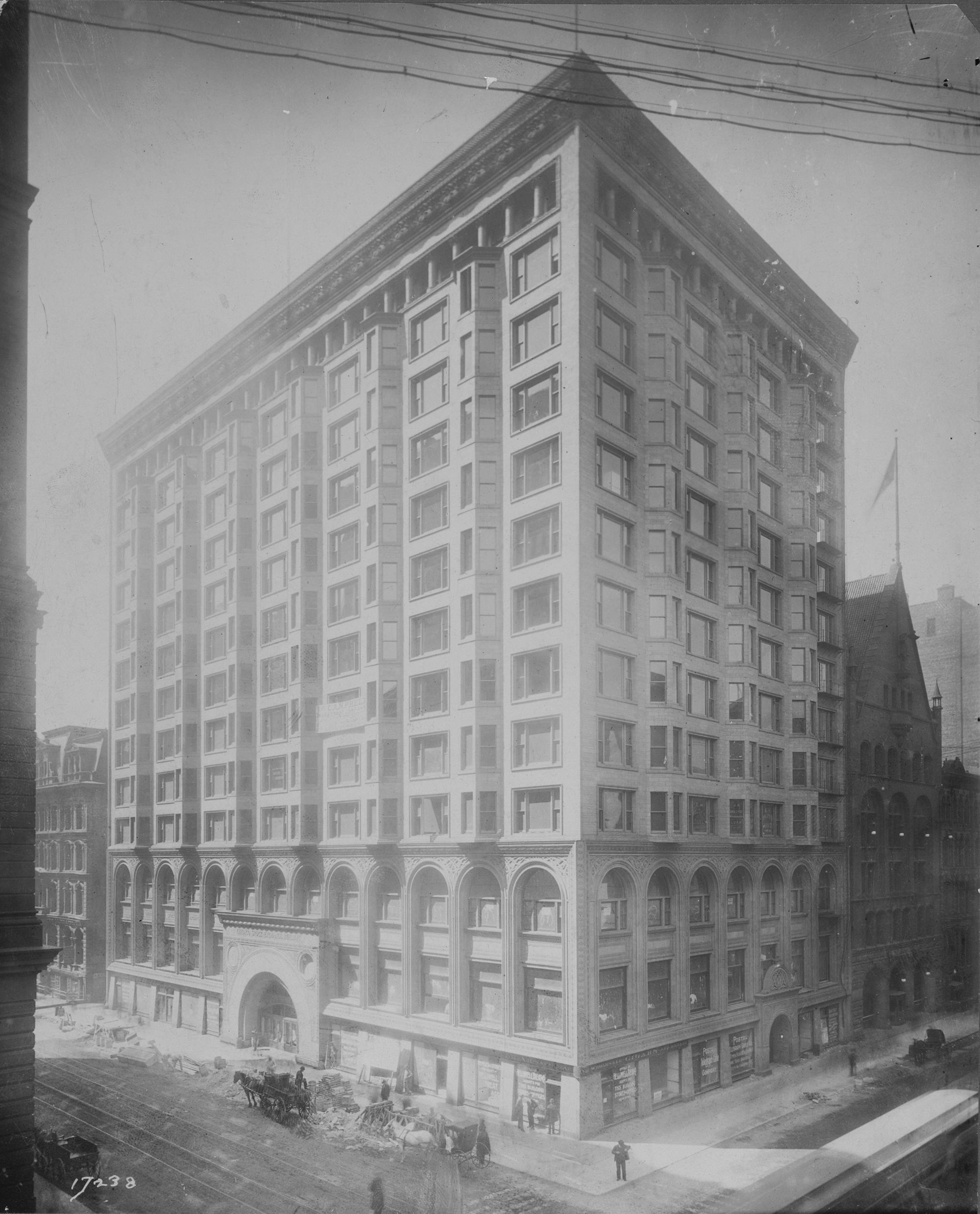
Vecchio edificio della Chicago Stock Exchange, ca. 1894

La Chicago Stock Exchange fu fondata in una riunione formale il 21 marzo 1882. In quel momento, Charles Henrotin fu eletto presidente. In aprile di quell'anno, fu affittato un locale al 115 Dearborn Street per la sede della borsa e durante quell'anno furono raccolte 750 adesioni.
Il 15 maggio 1882, la Chicago Stock Exchange divenne ufficialmente pubblica e aprì i suoi uffici, con Henrotin come primo promotore insieme ad alcuni associati commerciali.
Nel 1894, la Chicago Stock Exchange si trasferì nell'edificio della Chicago Stock Exchange, progettato dallo studio di Adler & Sullivan, che si trovava all'angolo di Washington e LaSalle Street. Il vecchio edificio della Chicago Stock Exchange fu demolito nel 1972, ma il pavimento di trading originale e l'ingresso principale possono ora essere trovati all'Art Institute of Chicago.
La borsa iniziò a fiorire significativamente alla fine degli anni '80, con l'aumento del tasso di transazioni di azioni e obbligazioni, guadagnando loro grandi profitti.

### 1901–2000
Nel luglio 1914, la Borsa chiuse a causa della prima guerra mondiale e rimase chiusa fino all'11 dicembre. Nell'ottobre 1915, la base delle quotazioni e degli scambi di azioni passò dalla percentuale al valore nominale ai dollari. Il 26 aprile 1920 fu istituita la Chicago Stock Exchange Stock Clearing Corporation. Il 29 ottobre 1929, il mercato azionario crollò, provocando un periodo molto difficile per la Chicago Stock Exchange e, in generale, per il mercato azionario.
Nel 1949, la CHX si fuse con le borse di St. Louis, Cleveland e Minneapolis/St. Paul per formare la Midwest Stock Exchange, che mantenne la sua sede a Chicago. Nel 1959, la New Orleans Stock Exchange entrò a far parte della Midwest Stock Exchange e nei primi anni '60 fu istituita la Midwest Stock Exchange Service Corporation per fornire una contabilità centralizzata alle società membro.
Nell'aprile 1978, la Chicago Stock Exchange lanciò un Intermarket Trading System (ITS), un sistema che consentiva di inviare ordini da una borsa all'altra per garantire ai clienti la migliore esecuzione disponibile. Negli anni '80, la Chicago Stock Exchange ha realizzato numerosi progressi tecnologici per migliorare il trading. Nel 1982, la CHX ha lanciato il sistema MAX, che ha permesso alla CHX di essere una delle prime borse valori a fornire un'esecuzione degli ordini completamente automatizzata. Nel 1987, la CHX ha implementato programmi per scambiare titoli Nasdaq.
Negli anni '90, la Borsa ha vissuto una rinascita e nel 1993 ha cambiato nuovamente nome in Chicago Stock Exchange , riflettendo le sue radici e la sua identità all'interno della comunità finanziaria di Chicago. Nel 1997 la Chicago Stock Exchange ha iniziato a scambiare fondi negoziati in borsa (ETF).

### 2001 - oggi

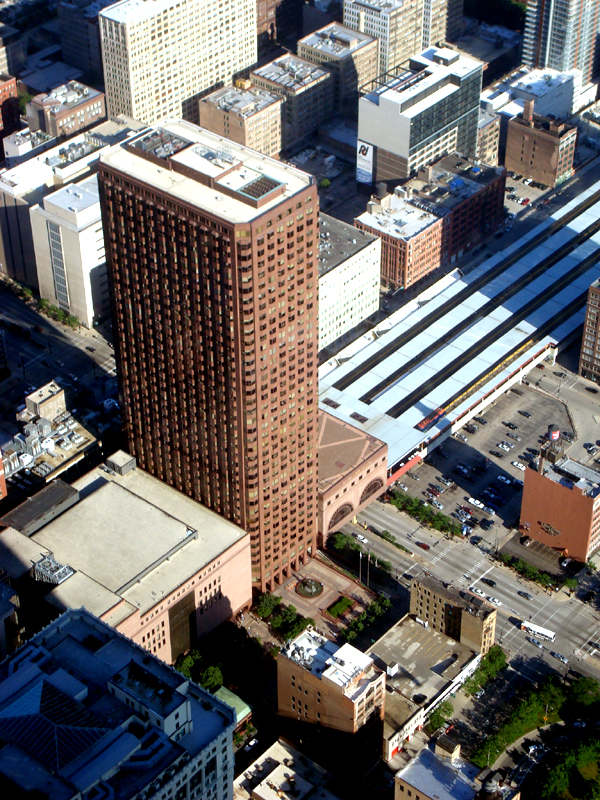
Il Chicago Stock Exchange e la stazione ferroviaria LaSalle viste dalla Sears Tower (2008).

All'inizio del nuovo millennio, si verificarono diversi cambiamenti importanti. Nel 2005, la SEC approvò un cambiamento della struttura proprietaria della CHX da una società no-profit di proprietà dei membri a una società per-profit di proprietà degli azionisti pubblici (demutualizzazione). La CHX opera ora come una filiale diretta e interamente controllata di CHX Holdings, Inc., una società del Delaware. Più tardi nel 2005, la CHX implementò la piattaforma di trading Electronic Book; la tecnologia predecessore del Matching System del New Trading Model. Nel 2006, la Borsa annunciò l'approvazione regolamentare e degli azionisti di un investimento in CHX da parte di Bank of America Corporation, Bear Stearns (acquistata da JP Morgan Chase nel 2008), E*TRADE FINANCIAL Corporation e Goldman, Sachs & Co. Nello stesso anno, la CHX annunciò di aver completato la migrazione alla piattaforma New Trading Model (il CHX Matching System).
La National Stock Exchange ha cessato le operazioni di trading il 30 maggio 2014, portando il numero di borse attive negli Stati Uniti a 11. Bloomberg ha scritto che ciò ha lasciato "solo una borsa pubblica, Chicago Stock Exchange Inc., che non è di proprietà di Bats, Nasdaq OMX Group o IntercontinentalExchange Group Inc." 
Il 5 febbraio 2016, Chongqing Casin Enterprise Group, un gruppo di investimento guidato dalla Cina, ha stipulato un accordo definitivo per acquisire CHX Holdings, Inc., la società madre della Chicago Stock Exchange, per un importo non divulgato, soggetto alle approvazioni normative. Il Casin Group, privato, è stato fondato nel 1997. Una partecipazione di minoranza è detenuta da Bank of America, E-Trade, Goldman Sachs e JPMorgan Chase. L'acquisizione è valutata meno di $100 milioni. Tuttavia, l'accordo è stato contestato dall'allora candidato Donald Trump durante la sua campagna presidenziale del 2016. [15] Inoltre, il membro del Congresso Robert Pittenger ha esortato il Dipartimento del Tesoro degli Stati Uniti a indagare sul background del Casin Group. Nell'agosto 2017, l'accordo era ancora in attesa, con la U.S. Securities and Exchange Commission che esprimeva riserve. La vendita è stata bloccata dal governo nel febbraio 2018.
La società madre della New York Stock Exchange, Intercontinental Exchange Inc., ha accettato di acquisire il mercato di 136 anni per un importo non divulgato.  La CHX continuò a operare come una borsa nazionale di titoli registrata fino alla fine del 2019, quando la CHX cessò di esistere.